# リスク (ボードゲーム)
リスク(Risk)とは、戦略ボードゲームである。パーカー・ブラザーズによって発売された（現在はハズブロの傘下にある）。フランスの映画監督、アルベール・ラモリス(Albert Lamorisse)が考案したもので、最初の版は1957年に、「世界征服」(La Conquête du Monde)という名前で、フランスで発売された。
リスクは、2人から6人のプレイヤーで遊ぶターン制のゲームで、ナポレオン時代の政治区分を模して表現された世界地図上でプレイする。この地図は42の領土に分かれており、それぞれは6つの大陸に所属している。プレイヤーは軍隊を指揮し、他のプレイヤーから領地を奪うようにする。目的は全ての領土を奪い取る、つまり"世界征服"であり、他のプレイヤーのコマを盤上からなくすことである。リスクでは軍隊の移動の際、現実にありそうな制限、例えば世界の大きさや、戦役に伴う補給の必要性などは無視する。

## 内容品とそのデザインの変遷
このゲームには6セットの軍隊が入っており、それぞれ別の色となっている。それぞれの軍隊は3種類のコマで構成される。歩兵コマは軍隊1単位を意味し、騎兵コマは5単位を意味し、砲兵コマは10単位を意味する。これらのコマは、それぞれの形状に特別な意味が込められているわけではなく、単純に軍の大きさを表したものである。従って、プレイ中にあるプレイヤーのコマが不足した場合、間違えにくい範囲で他の色のコマを使ってもいいし、もしくは何か他の小物などを用いて軍隊数を示してもかまわない。コマの他に、通常のリスクには5つのサイコロが入っている。このうち2つは防御側が、残り3つは攻撃側が使うよう、それぞれ違う色で構成されている。
その他に、全部で72枚(最近の版では56枚)のリスクカードが入っている。通常のゲームに使われるのはこのうち44枚で、そのうち42枚には各領土が描かれており、それに加えて歩兵、騎兵、砲兵のシンボルが描かれている。各プレイヤーのターン終了後、もし1つでも新しく領土征服に成功したら、リスクカードを1枚手に入れる。2つ以上の領土を征服できても、もらえるカードは1枚を越えることはない。1つの同じシンボルを3枚手に入れるか、それぞれのシンボルを1枚ずつ手に入れれば、プレイヤーはそれらを自分のターンの始めに交換し、軍隊の増援を行うことができる。これらのカードはゲーム開始時にも用いられる(後述)。他にリスクカードにはワイルドカードが2枚入っており、これには歩兵、騎兵、砲兵の全てのシンボルが描かれている。これは増援の際にどのシンボルのカードとしても用いることができる。さらに28枚(最近の版では12枚)の指令カードが含まれているが、これらは"秘密指令リスク"においてのみ使われる。
最初の版では、コマは木製で、立方体が1単位の軍隊を意味し、星形に組み合わされた三角柱が10単位の軍隊を意味していたが、後の版ではコスト削減のためにこれらはプラスティック製となった。1980年代に、それらはローマ数字の1,3,5,10(Ⅰ,Ⅲ,Ⅴ,Ⅹ)の形状のコマとなった。1993年版では歩兵、騎兵、砲兵を表すコマとなったが、これはプラスティック製だった。40周年記念コレクターズ版は同様の構成だが、コマは金属製となった。加えて、盤から東アフリカと中東を結ぶ線が削除されたが、これは後に製造ミスであることがわかった。その後の版ではコマはプラスティック製に戻り、なくなった線も復活した。ヨーロッパ版にはたびたび"秘密指令リスク"のためのカードが同梱されることがあったが、アメリカ版では1993年になるまで同梱されなかった。

## ゲームの準備
リスクを遊ぶ際の準備は他のゲームと比べて若干多い。各プレイヤーはまず軍隊のコマを初期展開のために用意する。コマ数はプレイヤー人数によって異なっており、2人ゲームでは40単位ずつ、3人ゲームでは35単位ずつ、4人ゲームでは30単位ずつ、5人ゲームでは25単位ずつ、6人ゲームでは20単位ずつとなる。サイコロを振って、最初にコマを置くプレイヤーを決める。次に、プレイヤーは時計回りに1単位ずつ、まだ占領されていない領土にコマを置いていき、全ての領土が誰かに占領されるまでこれを続ける。その後、残りのコマを、時計回りに各プレイヤー1つずつ、自分の領土が戦略的に強くなるよう置いていき、全てのコマが置かれるまで続ける。全てのコマが置かれたらゲーム本編の開始であり、もう一度サイコロを振って、プレイ順を決める。
もしくは、簡単にゲームを始めるために、ワイルドカードを除いたリスクカードを配って、そこに描いてある領土に各自コマを置く方法もある。この場合は、配られた各領土には各自必ず1つコマを置き、残りのコマは軍備増強として各自好きなように置く。こちらのルールは、当初リスクが発売された時に同梱されたルールでもある。

## プレイヤーのターン

### 増援
各プレイヤーのターン始めに、プレイヤーは自分の領土の増援を行う。プレイヤーは自分の支配している領土の数に応じて、自分の支配している大陸の価値に応じて、自分が持っているリスクカードのセットの価値に応じて、援軍を受け取る。領土数に応じた分は、支配している領土数の1/3(端数切り捨て)となっているが、少なくとも3単位の軍隊は受け取れる。アジア全域を支配していれば、これに加えて7単位の軍隊をもらえる。同様に北アメリカとヨーロッパでは5単位、アフリカでは3単位、オーストラリアと南アメリカでは2単位がもらえる。
支配している領土に応じた増援の他に、プレイヤーはリスクカードのセットを用いて増援が行える。攻撃フェイズでもしプレイヤーが1つでも新たに占領を行った場合、リスクカードを1枚もらえる。このリスクカードには42の地区のうち1つと、歩兵、騎兵、砲兵のどれかの絵が描かれている。他にワイルドカードが2枚あり、歩兵、騎兵、砲兵全ての絵が描かれているが、領土の図は書かれていない。ワイルドカードは歩兵、騎兵、砲兵の好きなどれかのカードとして扱い、セットを完成することに使える。セットとは、同じ兵のカード3枚(例えば、砲兵が3枚)、もしくはそれぞれのカード1枚ずつ3枚である。リスクカードによって増援される単位は、最初の増援では4単位、次は6単位、その次は8単位、次が10単位、以降15単位、20単位、25単位と、セットをプレイするごとに増加する。さらに、カードをプレイした際にそのカードに描かれている領土を支配していた場合、2単位の増援がその領土に行われる。

### 攻撃
増援を配置したら、プレイヤーは領土を手に入れ、リスクカードをもらうために攻撃することができる。攻撃は隣接している領土にのみ行うことができる。攻撃の結果はダイスを振ることで行う。各ロールは個々の攻撃として扱われる。攻撃するプレイヤーは好きな領土を何度でも攻撃することができる(攻撃する領土を変えることも含む)。攻撃する側が相手の持っている最後の領土を占領した場合、それは相手プレイヤーの降伏を意味し、攻撃した側は相手の持っている全てのリスクカードを手に入れる。この際にカードが5枚以上になった場合、4枚以下になるようにその時点で増援を行う。
攻撃が成功して守備側の全ての軍隊を倒した場合、攻撃側は攻撃した領土から占領する領土へ軍隊を移動する必要がある。移動する最低の数はサイコロを振った数で、元の領土に1単位でもコマが残っていればいくつでも移動して構わない。そのため、もしある領土に3単位のコマがあった場合、ここから攻撃に出られる数は最大2となる。守備側のプレイヤーはその領土にあるコマの数の範囲で、最大2個までのサイコロを振る。そのため、1つしかコマがない領土は、それ以上コマがある領土より防御において弱いことになる。
攻撃では、攻撃側、守備側が使う軍隊の数だけサイコロを振る。攻撃側は攻撃に出したコマの数に合わせて、サイコロを1つ、2つもしくは3つ振る。守備側は守る領土に置かれているコマの数を越えない範囲で、サイコロを1つ、もしくは2つ振る。サイコロを振る数はお互いがサイコロを振る前に決め、サイコロは攻撃側、守備側が同時に振る。出た目のうち、攻撃側のサイコロの目の一番大きいものを、守備側の目の一番大きいものと比較する。もし双方のプレイヤーが2つ以上のサイコロを振った場合、攻撃側の2番目に大きい目のものを守備側のもう1つのサイコロと比較する。サイコロを振る数が双方で違った場合、比較に使わなかったサイコロは無視する。個々の比較において、攻撃側のサイコロの目が守備側より大きかった場合、守備側はコマを失う。しかし、攻撃側のサイコロの目が守備側と同じ、もしくは守備側より小さかった場合、攻撃側がコマを失う。これは、1対1の戦いなら守備側が有利だが、攻撃側は数の有利を得られる、ということを意味する。(サイコロに関する確率計算)実際に領土を占領するのに用いた攻撃側、守備側の数と、その確率との関連は、マルコフ連鎖を用いた研究がなされている。

### 防備
攻撃を全て終えたら、プレイヤーは軍隊コマを1回だけ、1つの領土から隣接する他の1つの領土へと、自分の占領した領土間で移動させることができる。ただし、各領土には少なくとも1単位のコマを置いておく必要がある。もし1つでも新しく領土を占領したら、プレイヤーは山札から1枚リスクカードを引くことができる。このカードは同時に5枚を越えて持つことができない。これは、プレイヤーがカードを5枚持てば必ず3枚セットを作ることができるためである。カードを5枚持った場合、そのプレイヤーは自分の次のターン冒頭で3枚セットを公開し、増援を行わなければならない。カードを引いたら、時計回りで次のプレイヤーがプレイを行う。

## 2人ゲーム
2人ゲーム用のルールは、アメリカペンシルベニア州フィラデルフィアのマイケル・レヴィン(Michael Levin)によって開発された。そして、このルールは1975年以降、公式ルールに含まれることになった。
また、近年では別の形での2人ゲーム用ルールが採用されている。

### 1975年版ルール
この2人ゲームルールは、基本的には普通のリスクと同じルールで行われる。各プレイヤーは40単位のコマを持ち、交互に1つずつ、まだ占領されていない領土を、両者14個ずつ占領するまで置く。残ったコマは、各人が既に置いた14のマスに置いていく。コマの置かれなかった14のマスは、中立地帯である、とみなす。これらの軍隊は2人が選んだのとは別の色で表現し、各領土ごとに同盟軍を2単位、計28単位が、占領されていない領土に置かれることになる。
各プレイヤーは通常のルールでゲームを始める。ターンの開始時に、追加されるコマ数を数え、総数の半分(端数切り捨て)を同盟軍として得る。例えばコマ数が9単位なら同盟軍の数は4単位となる。各人は自分のコマをルールに従って置き、攻撃が終わらせた直後(防備のためにコマ移動をする前)に、相手プレイヤーが同盟軍の占領地に(先ほど数えた分の)コマを置く。
各プレイヤーは、通常のルールで攻撃を行う。プレイヤーは相手プレイヤーか同盟軍を攻撃できる。もし同盟軍を攻撃する場合、相手プレイヤーが守備のためのサイコロをふることになる。
同盟軍が置かれた直後には、同盟軍を置いたプレイヤーが相手プレイヤーを同盟軍で攻めてもかまわない。もちろんそれらをすぐに使う必要はなく、使わない場合はその領土に蓄積されることになる。そして、この時点で同盟軍を使わなかった場合、もう一方のプレイヤーは置かれたコマを同盟軍として使っても構わない。同盟軍を使う際は、自分の領土を攻撃してはいけない。同盟軍は、リスクカードを手に入れることはなく、上記に書かれた方法のみによって軍の増援を行う。
同盟軍の攻撃を終えていいと相手プレイヤーが判断したら、プレイヤーは自軍の防備を行う。同盟軍は防備のための移動は行わない。
ゲームは、どちらかのプレイヤーが全ての領土を失うまで行う。同盟軍が領土を失ったら、同盟軍についての行動は以後行わず、通常のルールに従ってプレイを行う。

### 近年のルール
42枚の領土が書かれたリスクカードを3つに分け、そのうち2つを各プレイヤーの初期領土とし、各領土に1つずつ自分のコマを置く。残りの領土が中立地帯で、中立軍を各領土に1コマずつ置く。残りのコマは、自分のコマを2つと中立軍のコマを1つ持ち、自分のコマを自分の領土に好きなように配置し、中立軍のコマを中立地帯に好きなように(できれば相手を邪魔するように)置いたら、相手も同様に行うようにして、交互に配置していく。
攻撃する際は相手の領土を攻めてもいいし、中立地帯を攻めても構わない。中立地帯を攻める際は中立軍のサイコロは相手プレイヤーが振る。中立軍からの攻撃はなく(守備のみ)、増援も防備のための移動も行わない。
ゲームは、どちらかのプレイヤーが全ての領土を失うまで行う。中立軍が領土を失ったら、同盟軍についての行動は以後行わず、通常のルールに従ってプレイを行う。

## 戦略

### 基本戦略
公式のルールブックには、基本ルール用に3つのちょっとした戦略が書かれている。
- プレイヤーは増援をより多く得るために、大陸全体を支配するよう動くべきである。
- プレイヤーは先々攻撃するために増援できるよう、国境近辺を注視すべきである。
- プレイヤーはよりよく守備できるよう、国境近辺に増援を配置すべきである。

### 基礎的な戦略
ルールブックに書かれた戦略以外にも、いくつか使える戦略がある。これらの多くは防備に関わるものである。例えば、オーストラリア近辺は、接している国が1つ(タイ、もしくはインドネシア)だけとなり、首尾良く防備を行えるため、序盤に支配を試みるのに適している。また、一般に、他のプレイヤーが攻撃できるポイントがより少ない大陸は、より防御しやすい。逆に、危険ではあるが野心に満ちた戦略として、北アメリカを守るという戦略もある。攻撃される地点は3つあるが、その代わりに5単位というかなり大きいボーナスを得られるからだ。
通常は、小さくまとめて領土を保持するのが、守るのも攻めるのも楽であるため適している。世界全体に領土を広げるのにはリスクがある。それは、領土を広げれば守るべき前線も増え、軍隊が分散して急減するからである。
また、地理学も戦略に大きな役割を果たす。例えば、オーストラリアは守るのには良いが、南アメリカは攻めるのに適している。オーストラリアは接した国境が少ないため簡単に守ることができるが、その接した国境から攻める先は、維持するのが最も難しいアジアであるからだ。逆に、南アメリカはオーストラリアと同じボーナスなのに国境が2つあるため、守るのは若干難しいが、接している北アメリカとアフリカは、アジアに比べれば守りやすく、獲得しやすい面があると言える。
リスクカードもまた戦略的には重要である。一般的には、誰かがなるべくたくさんの援軍を得るためにリスクカードを保持するべき、と思われている。確かに、序盤での軍の大きさは大きな違いを生むので、これはゲーム序盤には有効である。領土の少ないプレイヤーがたくさんのリスクカードを持っている際、このカードを奪うためにそのプレイヤーを攻撃するのも有効である。リスクカードを全て手に入れた時に自分の手元に5枚以上のカードがある場合、その場で増援が行えるからである。
他の基礎的な戦略としては、領土を最大限支配することだ。これはゲームの展開が行き詰まっている時や、誰も大陸支配に成功していないときに特に有効になる。なぜなら、領土を多く支配すれば増援はより多く手に入るため、最も多く支配していることが優位となるからだ。(例えば、プレイヤーAが22の領土を支配し、プレイヤーBが南アメリカを支配しながらも領土は合計11だとすると、プレイヤーBの増援は毎ターン5コマだが、プレイヤーAは大陸支配がない場合でも7コマの増援を得られることになる。)
また、"難所"を支配するのも国を守り、他が攻めるのを邪魔するために有効である。例えば、アイスランドを支配しておけば、北アメリカに攻め込む前にまず通らなければならないし、その上アイスランドが自分に支配されているため、他の人はヨーロッパ大陸の支配ができないのだ。他には南アメリカを守るために北アフリカを支配したり、オーストラリアを守るためにシャムを支配したり、カムチャッカを守ることで北アメリカの西の守りとすることができる。
良い戦略としては、南北アメリカを統一して支配することだ。こうすれば北アメリカと南アメリカの間の守りは不要になり、攻撃される場所はグリーンランド、ブラジル、アラスカとなる。さらにアイスランド、北アフリカ、カムチャッカを支配できれば、アメリカへの侵攻を遅らせることができる。

### サイコロに関する確率計算
攻撃側は最大3個のサイコロを使えるが、守備側は最大2個のサイコロしか使えない。サイコロは振った目の大きいもの同士で比較するために、より多くのサイコロを振った方が有利である。以下の表は、攻撃側、守備側が用いるサイコロの数と、その結果の確率分布を示したものである。
| リスクでの、サイコロの数の違いと 勝率の変化 | リスクでの、サイコロの数の違いと 勝率の変化 | リスクでの、サイコロの数の違いと 勝率の変化 | 攻撃側           | 攻撃側            | 攻撃側             |
| リスクでの、サイコロの数の違いと 勝率の変化 | リスクでの、サイコロの数の違いと 勝率の変化 | リスクでの、サイコロの数の違いと 勝率の変化 | サイコロ1個      | サイコロ2個       | サイコロ3個        |
| 守備側                                      | サイコロ 1個                                | 攻撃側の勝ち                                | 15/36 = 41.67%   | 125/216 = 57.87%  | 855/1296 = 65.97%  |
| 守備側                                      | サイコロ 1個                                | 守備側の勝ち                                | 21/36 = 58.33%   | 91/216 = 42.13%   | 441/1296 = 34.03%  |
| 守備側                                      | サイコロ 2個                                | 攻撃側の勝ち                                | 55/216 = 25.46%  | 295/1296 = 22.76% | 2890/7776 = 37.17% |
| 守備側                                      | サイコロ 2個                                | 守備側の勝ち                                | 161/216 = 74.54% | 581/1296 = 44.83% | 2275/7776 = 29.26% |
| 守備側                                      | サイコロ 2個                                | 双方1つ勝ち                                 | n/a              | 420/1296 = 32.41% | 2611/7776 = 33.58% |

### カードに関する確率計算
以下は、プレイヤーが1～5枚のカードを持っている際にセットを作れる確率を示した表である。以下の計算では、ワイルドカードの存在を無視し、残りカード枚数はじゅうぶんに多いものと仮定している。そのため、もしこれらの要素を含めて計算すれば、セットを作れる確率は若干上がるはずである。
| 手札の枚数 | セットになる確率 |
| ---------- | ---------------- |
| 1 or 2     | 0% / NA          |
| 3          | 33.3%            |
| 4          | 85.6%            |
| 5          | 100%             |

ワイルドカードは、単純に"どれかのカード"として代用できるが、もしワイルドカードを持っていれば、他に2枚何のカードがあってもセットを作ることができると言うことでもある。

## 異なったルール
何年にもわたって、パーカーブラザーズとハズブロは異なった形のルールも出版してきた。最も新しいルールブックには、通常ルールの他に3つのバリエーションが記載されている。

### 2人プレイリスク
普通に2名で遊んだ場合、3人以上でのプレイよりつまらない場合が多いため、"2人プレイリスク"では、いくつかの領土に中立部隊を置くことで、3人プレイ時に似た緊張感と楽しさを加えている。
2人プレイゲームでは、リスクカードを用いて最初の占領地を決定する。ラモリスの最初の版では多人数プレイの際にもこのルールが採用されていた。例えば、もし「ペルー」が描かれたリスクカードが配られたら、そのプレイヤーはペルーを領土とする、ということだ。

### キャピタルリスク
"キャピタルリスク"は、通常ルールを短縮して遊びたいときに推奨されている。
各プレイヤーは、"首都"を初期領土の中から1つ決めて公開する。そして、他の全プレイヤーの首都を征服したプレイヤーを勝者とする。

### 秘密指令リスク
"秘密指令リスク"は、数十年もの間ヨーロッパ版では通常ルールとして扱われていた。これは、全世界征服よりは小さめの特別な勝利条件を各プレイヤーに与え、これを最初に達成したものを勝者とするものである。
指令にはいろいろなものがあり、例えば「アジアと南アメリカを全て占領せよ」のような2つの大陸を征服させるものや、例えば「青のプレイヤーを倒せ」のような特定のプレイヤーを倒させるものや、「24の領土を占領せよ」のようなものや、「18の領土を、各2単位ずつの部隊で占領せよ」のようなものがある。
プレイヤーはこの指令を各自秘密にしてプレイし、最初に自分の指令を達成したプレイヤーが勝利宣言の際にこれを公開する。

### ルールの調整
公式ルールブックでは"リスク上級者"のために、ゲームルールの調整を提示している。これらは、いじることでプレイヤーの振るまいが変化する。例えば以下のようなものがある。
- リスクカードセットで増える部隊数が増加していくのを、公開ごとに2部隊とか5部隊とかではなく、1度公開されるごとに1部隊、とする。
- ターン終了時に増援するのを認める。
- 各領土に置ける部隊は12単位までとし、それを超えて置かざるをえなくなった部隊は失う。
- リスクカードを持っている領土からの、もしくは持っている領土への攻撃に利点を与える。
- 1ターンに1度だけ、"指揮官"としてサイコロを1つ6の目に変更することを認める。

これら公式のバリエーションに加えて、コンピュータ版やインターネット版では多くの違ったルールがあり、ゲームサークルではローカルルールや大会用に修正したルールを使うこともある。

## 領土
リスクのゲーム盤は以下の通り。大陸名とそれに属する領土も一覧にした。各大陸名、領土名等はリスク上のものであるが、リンク先はリスクのゲーム外で一般に使われるものにリンクしてある。リスクでの領土等の名称と、実際の地名の定義とは必ずしも一致しない。

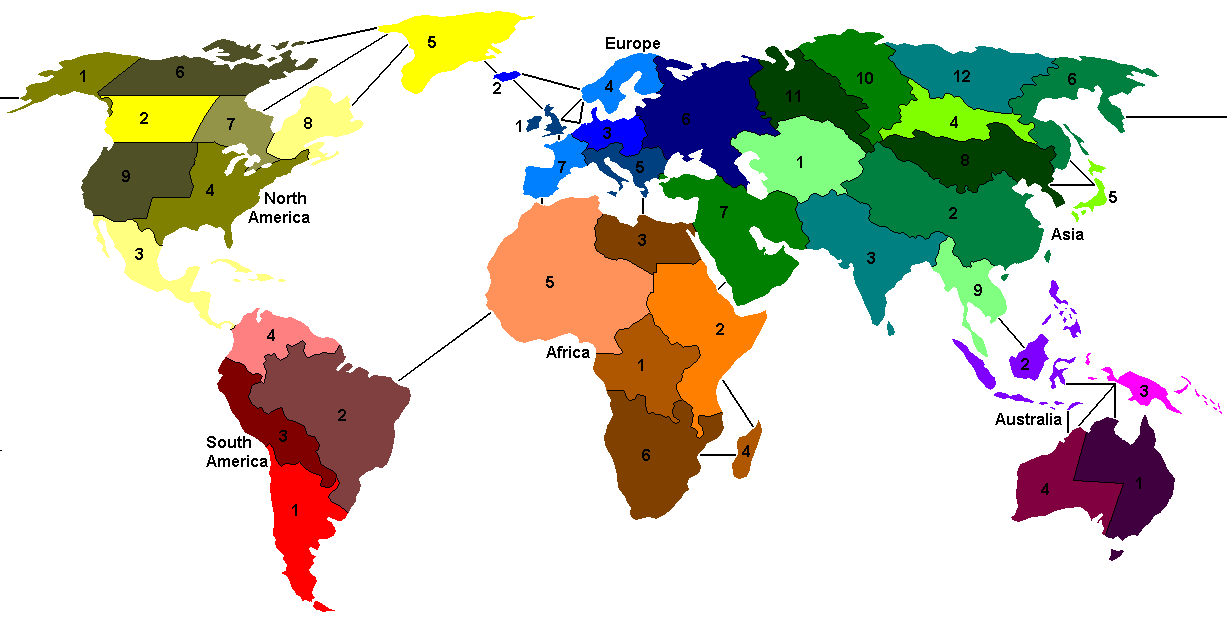
リスクのゲーム盤

リスクで用いられる領土
北アメリカ (5)
1. アラスカ
2. アルバータ*
3. 中央アメリカ
4. アメリカ東海岸
5. グリーンランド
6. カナダ北西部
7. オンタリオ*
8. ケベック*
9. アメリカ西海岸

南アメリカ (2)
1. アルゼンチン
2. ブラジル
3. ペルー
4. ベネズエラ

ヨーロッパ (5)
1. イギリス
2. アイスランド
3. 北ヨーロッパ
4. スカンジナビア
5. 南ヨーロッパ
6. ウクライナ
7. 西ヨーロッパ

アフリカ (3)
1. コンゴ
2. 東アフリカ
3. エジプト
4. マダガスカル
5. 北アフリカ
6. 南アフリカ

アジア (7)
1. アフガニスタン
2. 中国
3. インド
4. イルクーツク
5. 日本
6. カムチャッカ
7. 中東
8. モンゴル
9. シャム
10. シベリア
11. ウラル
12. ヤクーツク

オーストラリア (2)
1. オーストラリア東部
2. インドネシア
3. ニューギニア
4. オーストラリア西部

## 様々なバージョンのリスク
en:List of licensed Risk game boardsに詳細がある。
1959年発売開始から長い年月を経て、オリジナルバージョンや40周年版の金属コマに加えて、様々なアレンジでリスクが公式発売されている。最近は、ハズブロ傘下になってからは、人気映画を元に作ったリスクが発売されてきている。最近出たのはトランスフォーマー版リスクで、これは2007年6月に発売された。出たのが古い順に並べると、以下のようなバリエーションがある。
- Castle Risk (1986) - ヨーロッパの地図上で、各プレイヤーが自分の城を攻撃から守るのが目的。Castle Riskは初期バージョンから27年経って生まれた最初のバリエーションであった。[1] これはあまり成功とは言えないものであったが、ここに盛り込まれた多くのコンセプトは、後の版のリスクに発展的に取り入れられた。[1]
- Risk: Édition Napoléon (1999) – 将軍、基地、そして海軍コマを加えた。
  - Risk: Édition Napoléon: Extension Empire Ottoman (2000) – 前述のリスクの6人プレイ用拡張。
- Risk: 2210 A.D. (2001) – ハズブロ社の別部門であるアバロンヒル社によって作られたもので、オリジン賞を受賞している。月の領地、海洋領土、指揮官ユニットなどが増えており、多くの公式、非公式な拡張も作られている。
- Risk: the Lord of the Rings (2002) – 指輪物語の中つ国北部を舞台にした、2～4人用のバリエーション。
  - Risk: the Lord of the Rings: Gondor & Mordor Expansion Set (2003) – Risk: the Lord of the Ringsの拡張で、ミナス・ティリス攻囲を元にした2人用ミニゲームも含む。
- Risk: the Lord of the Rings: Trilogy Edition (2003) – 先に出た2つの指輪物語版リスクを統合したものだが、ミナス・ティリス攻囲シナリオは含まない。
- Risk Godstorm (2004) – 古代文明の神話を元にしたバージョン。アバロンヒルによって作られた。
- Risk: Star Wars: Clone Wars Edition (2005) – スター・ウォーズのクローン戦争を元にしたバージョン。分離主義勢力側と共和国側とに分かれて戦う。通常ルールに近いものと、他人を助けることが有利になるクローン戦争バージョンの両方で戦うことができる。
- Risk: Star Wars Original Trilogy Edition (2006) – スター・ウォーズの銀河内乱を元にしたバージョンで、プレイヤーは銀河帝国、反乱同盟軍、もしくはハットの側に分かれて戦う。このバージョンでは、各派閥には異なった目標と勝利条件がある点で、他の版と比べてユニークである。
- Risk Junior: Narnia (2006) – ナルニア国ものがたりのライオンと魔女を元にしたバージョンで、プレイヤーはアスランの軍か白い魔女の軍のどちらかで戦うことができる。
- Risk: The Transformers Edition (2007) - 映画版トランスフォーマーを元にしたバージョンで、プレイヤーはオートボットもしくはディセプティコンのどちらかで、セイバートロン星を模したゲーム盤上で遊ぶ。
- Risk: Black OPS (2008) - 2008年初頭に発売された1000部限定のバージョン。そのほとんどは、今後の版で採用する予定の新しいルールをテストするため、ボードゲーム業界関係者に配布された。
- Risk: Plants vs. Zombies (2013)

## コンピュータゲーム版リスク
パソコン用、家庭用ゲーム機用のリスクは様々な機種向けに発売されてきた。まずは1988年にコモドール64用のものが発売され、1989年にMac版のものが発売された。その後PC用、アミーガ用、ジェネシス用、PlayStation用、PlayStation 2用、ゲームボーイアドバンス用が発売されている。1996年に、Hasbro Interactive社は"Ultimate Risk"と名づけられた新しいバージョンのリスクを含んだPC版リスクを発売した。これはサイコロを使わず、その代わりに基地、将軍、また複合的な戦闘戦略を含んだものである。Risk IIはPC用、Mac用として2000年に発売された。
2018年10月には、ユービーアイソフトによるNintendo Switch版が配信開始。ゲームモードは「世界制覇」「首都」「極秘任務」の3種から選べる。対応言語は日本語、英語を含む7ヶ国語。プレイ人数は最大5人で、AI対戦、オフライン対戦、ローカル通信対戦、インターネット経由のオンライン対戦（Nintendo Switch Online加入者のみ）に対応する。初期領土の決定や攻撃時のダイスロールなど一部が自動化でき、攻撃ターン時にはAI「IRIS（アイリス）」によるアドバイスが得られる他、リスクカードには部隊のシンボルの代わりに星が（カードによっては複数個）描かれ、増援数は交換するリスクカードに描かれた星の数に応じた数となる。
この他に、非公式のリスク・クローンが数多く作成され、これらの多くはネット対戦に対応している。

## 大衆文化でのリスク
リスクの戦略的征服ゲームとしての発展的影響は、大衆文化へも多く反映された。個々に掲出するには多すぎるが、ボードゲーム"リスク"は様々な歌、映画、テレビドラマに登場している。おそらくその中で最も特筆すべきものはシットコムシリーズのとなりのサインフェルド、マルコム・イン・ザ・ミドル、そして、ロストである。宇宙船レッドドワーフ号の登場人物であるアーノルド・J・リマーは熱心なリスク狂という設定で、リスク対戦日記をつけ、同乗者に1ターン1ターン再現するのを好んでいる。R.E.M.は"Man on the Moon"の中で、リスクを含む人気ゲームについて歌っている。 コメディアンのエディー・イザードは、もしアドルフ・ヒトラーが子供の頃にリスクを遊んでいたら、絶対に東部戦線は展開しなかったはずだ、と語っている。アニメシリーズのUndergradsでは、4人の主要キャラクターが1エピソード通してリスクを遊ぶものがある(そのエピソードそのものが"リスク"とタイトルされている)。 スイート・ライフの中には、ザックと彼の友達が「全世界征服」という、リスクを模したゲームを遊ぶエピソードがある。
2008年4月のWired Magazineでは、リスクの完全に完全に新しいゲーム盤が、政治や環境の変化が技術、国の面積、国境、国名などに影響した未来の世界を示した形で再作成された。